# Wspólna chata
Wspólna chata (ang. Parental Guidance) – amerykańska komedia z 2012 roku w reżyserii Andy'ego Fickmana.

## Fabuła
Film opowiada o rodzinie Simmonsów. Alice (Marisa Tomei) i Phil (Tom Everett Scott) wyjeżdżają na tydzień z miasta. Opiekę nad dziećmi powierzają ekscentrycznym dziadkom (Bette Midler, Billy Crystal), których metody wychowawcze okazują się dość nieszablonowe.

## Obsada
- Bette Midler jako Diane Decker
- Billy Crystal jako Artie Decker
- Marisa Tomei jako Alice Simmons
- Tom Everett Scott jako Phil Simmons
- Bailee Madison jako Harper Simmons
- Joshua Rush jako Turner Simmons
- Kyle Harrison Breitkopf jako Barker Simmons
- Gedde Watanabe jako Pan Cheng